# Capgemini Invent
Capgemini Invent is het managementadviesbureau van de Capgemini Groep. Het bedrijf heeft zich gespecialiseerd in digitale innovatie, advies en transformatie. Bij het bureau werken meer dan 10.000 werknemers die wereldwijd verspreid zijn over 36 kantoren en 37 creatieve studio's. Sinds de lancering in 2018 wordt Capgemini Invent geleid door Cyril Garcia.
In 2019 was Capgemini Invent het best presterende onderdeel van de Capgemini Groep met een groeipercentage van 15%, waarmee de grens van USD 1 miljard in omzet werd gepasseerd.
Capgemini Invent is opgenomen in de 'UK's Leading Management Consultants 2021 Ranking', gepubliceerd door de Financial Times, en wordt hierin benoemd in 16 verschillende ranglijsten, waaronder 'IT Strategy', 'Digital Transformation', 'Data Analytics & Big Data', 'People and Performance' en 'Financial Institutions & Services'.

## Geschiedenis
Capgemini Invent verscheen in 2010 voor het eerst onder de naam Capgemini Consulting als een onafhankelijk merk binnen de Capgemini Group. Dit veranderde in september 2018 toen Capgemini Consulting werd gecombineerd met het overgenomen klantbetrokkenheidsbedrijf LiquidHub, het innovatieadviesbureau Fahrenheit 212 en de drie creatieve ontwerpbureaus Idean, Adaptive Lab en Backelite, en het merk werd omgedoopt tot Capgemini Invent. Met de overname van Altran door de Capgemini Group werden ook het ontwerp- en strategiebedrijf frog Design en het bedrijfsadviesbureau Cambridge Consultants geïntegreerd als onderdeel van Capgemini Invent.